# Haussy
Haussy är en kommun i departementet Nord i regionen Hauts-de-France i norra Frankrike. Kommunen ligger i kantonen Solesmes som tillhör arrondissementet Cambrai. År 2022 hade Haussy 1 472 invånare.

## Befolkningsutveckling
Antalet invånare i kommunen Haussy
| Referens: INSEE |